# Ковси Табризи
Ковси́ Тебризи́ (азерб.  قوسی تبریزی, Qövsi Təbrizi) — азербайджанский поэт начала XVII века.

## Биография
Родился в Тебризе в семье городского ремесленника — поэта.

### Поэзия
В своих произведениях Тебризи осуждал социальную несправедливость, высмеивал духовенство. Значительное место в его лирике занимает тема романтической любви, а также идеалистически-пантеистическое мировоззрение. С описанием дум и чаяний народа в его поэзии сочетаются и пессимистические мотивы. Его стихам присущи разнообразие изобразительных средств, изящество формы, богатство интонации.
В Британском музее в Лондоне и в Музее истории Грузии в Тбилиси хранятся сборники лирических стихов (диван) в двух рукописях.